# AirHelp
AirHelp est un service en ligne qui permet aux passagers aériens de demander une indemnisation pour les annulations, retards ou surréservations de vols.
L'activité initiale de la société était centrée sur l'Europe, où elle utilise le Règlement européen n° 261/2004 pour obtenir l'indemnisation à laquelle les passagers ont droit en cas de refus d’embarquement, annulation ou long retard de vol. Depuis 2020, AirHelp a élargi son service et accompagne également les passagers aériens aux États-Unis, au Canada, au Brésil, en Turquie et en Asie.
AirHelp a aidé plus de 2,7 millions de passagers à obtenir une indemnisation pour leurs perturbations de vol, ce qui en fait l’une des principales sociétés mondiales de services de gestion de réclamations.

## Histoire
AirHelp a été fondée en janvier 2013 par Henrik Zillmer. Au cours de sa première année, la société a lancé des sites web dans huit pays et en cinq langues,.
En mars 2014, AirHelp a participé au prestigieux programme Winter Class de Y Combinator dans la Silicon Valley. Deux mois plus tard, en mai 2014, la société a remporté le Spark Award de l’innovation lors de la première édition de la Collision Conference, un événement international dédié aux start-ups de la tech, à Las Vegas, se distinguant parmi plus de 500 candidats,. La même année, AirHelp a été élue Meilleure startup danoise de l’année par les Nordic Startup Awards.
En octobre 2015, AirHelp a publié la première édition de l’AirHelp Score, un système de classement des principales compagnies aériennes mondiales basé sur la ponctualité, l’opinion des clients et le traitement des demandes d’indemnisation.
En août 2016, AirHelp a levé 12 millions de dollars lors d’un tour de financement de série A. Le tour a inclus des investissements de Khosla Ventures et de Evan Williams, cofondateur et ancien PDG de Twitter.
En janvier 2017, la société a lancé AirHelp+, une formule d’abonnement premium garantissant aux passagers éligibles de recevoir 100 % de leur indemnisation,. En mars de la même année, AirHelp a présenté Herman, le premier assistant juridique IA au monde, conçu pour automatiser le traitement des réclamations à grande échelle,.
En janvier 2018, AirHelp a cofondé l’APRA (Association of Passenger Rights Advocates), une organisation internationale qui œuvre pour la défense des droits des passagers aériens. Plus tard, en novembre 2018, la société a remporté le prix « Launch People’s Choice » lors de la conférence Phocuswright, un événement de référence dans le secteur des technologies liées au voyage,.
En juillet 2019, AirHelp s’est étendu au Brésil, ce qui lui a permis d’aider les passagers dans le cadre du règlement ANAC 400 du pays.
En 2020, pendant la pandémie de COVID-19 et l’arrêt quasi total du trafic aérien, AirHelp a poursuivi son plaidoyer pour les droits des passagers, notamment en ce qui concerne les remboursements en espèces pour les vols annulés. En septembre 2020, la société a lancé l’offre « Complete » pour les membres AirHelp+, incluant l’accès aux salons d’aéroport en cas de retard de vol.
En mars 2021, AirHelp a remporté une victoire historique à la Cour de justice de l’Union européenne, confirmant le droit des passagers à une indemnisation pour les perturbations causées par des grèves du personnel aérien. En août 2021, la société a étendu son service client pour offrir une assistance en chat 24h/24 et 7j/7. La même année, AirHelp a finalisé une levée de fonds de série B, pour un montant de 9 millions de dollars en actions privilégiées. Parmi les investisseurs figuraient NE II Feeder (société en commandite spéciale), TempoCap, MyCo Aps, H14 S.p.A. et Nordic Eye.
En mai 2022, AirHelp a publié son premier Guide des droits des passagers aériens,. En août 2022, la société a lancé sa première assurance pour couvrir les retards et annulations de vols,.
En juillet 2023, AirHelp a commencé à aider les passagers sous la réglementation SHY Passenger de Turquie. Le mois suivant, elle a introduit une option d’assurance bagages pour les bagages perdus ou retardés. En octobre 2023, la société a annoncé avoir versé des indemnités à 2 millions de passagers. En novembre 2023, elle s’est associée à One Tree Planted pour planter un arbre tous les 100 vols perturbés. En 2023, AirHelp a reçu le Deutscher Service‑Preis (“Prix allemand du service”), décerné par le DISQ (Deutsches Institut für Service‑Qualität GmbH & Co. KG) et ntv Nachrichten.
En avril 2024, AirHelp a lancé deux nouvelles formules d’abonnement AirHelp+ : Smart et Pro. En juin 2024, la société a étendu ses services aux passagers aériens couverts par la réglementation saoudienne sur les droits des voyageurs. En 2024, AirHelp a été reconnue comme l’un des « Most Loved Workplaces » (entreprises les plus appréciées par leurs employés), un classement établi par le Best Practice Institute,. La même année, elle a reçu le Deutsche Kunden Award (« Prix allemand de la satisfaction client ») pour son rapport qualité/prix, décerné par la DtGV (Société allemande d’étude des consommateurs).
En mars 2025, AirHelp a accueilli un nouvel investisseur, Abry Partners, qui a pris une participation dans la sociét. Le mois suivant, la société dépassé le cap des 10 millions de clients AirHelp+,,. En mai 2025, AirHelp a lancé l’application mobile AirHelp Flight & Claim Tracker, conçue pour faciliter le suivi des vols et des indemnisations,. En 2025, AirHelp a de nouveau été certifiée « Most Loved Workplace » par le Best Practice Institute, Elle s’est également classée 18ᵉ dans le Top 100 Global Most Loved Workplaces publié par Newsweek, et a été élue Meilleur service d’indemnisation de vols par les Spanish Business Awards.
En mai 2025, AirHelp a lancé une nouvelle option d’assurance destinée aux membres AirHelp+, couvrant les correspondances manquées en cas de retard ou d’annulation du vol précédent,.

## Services

### Législation
AirHelp utilise les dispositions du Règlement (CE) No 261/2004 en Europe et d’autres réglementations locales sur les droits des passagers, telles que UK261 au Royaume-Uni, ANAC 400 au Brésil, les règlements de protection des passagers au Canada, la Convention de Montréal aux États-Unis, Turkey SHY Passenger et Saudi Arabia PRPR, pour aider les passagers à obtenir une indemnisation.

### Évaluation initiale
Les passagers peuvent vérifier leur éligibilité à une indemnisation en remplissant un formulaire en ligne ou via l’application mobile d’AirHelp. Cette première évaluation est gratuite. Si le dossier est jugé recevable, ils peuvent confier leur réclamation à AirHelp, qui ne perçoit des frais qu’en cas de succès.

### Règlement à l’amiable vs action en justice
Si la compagnie aérienne refuse de répondre favorablement à la demande, AirHelp peut engager une action en justice avec le soutien de ses avocats. Dans plusieurs cas, ces procédures ont permis aux tribunaux de préciser certains aspects du droit des passagers aériens.

### Adhésion AirHelp+
AirHelp+ est un abonnement annuel proposé par AirHelp, conçu pour assister les passagers en cas de perturbation de vol. Les membres AirHelp+ ne paient aucuns frais lorsqu’AirHelp obtient leur indemnisation. Ils bénéficient également de divers avantages, d’un accès aux salons en cas de retard de vol et d’une couverture d’assurance allant jusqu’à 400 € pour les perturbations de vol, la perte ou le retard de bagages et les correspondances manquées,.

### Technologie
Pour instruire les réclamations, AirHelp recoupe des données issues de plusieurs bases d’informations afin de vérifier les circonstances de la perturbation du vol. Cela permet de garantir une expérience client fluide et d’atteindre un taux de réussite élevé dans l’obtention d’indemnisations. La société utilise également l’IA pour vérifier l’éligibilité des passagers en fonction des motifs invoqués par une compagnie aérienne pour rejeter une réclamation, souvent liés aux conditions météorologiques. Les compagnies doivent alors prouver que la perturbation est due à la météo.
AirHelp fait partie des premières entreprises à avoir adopté l’automatisation des processus avancée et de l’IA et compte quatre bots d’assistance aux réclamations : "Herman", "Lara", "AgA" (qui examine les réclamations initiales) et "Docky" (qui collecte automatiquement les documents de voyage supplémentaires auprès des passagers),.

## Classements mondiaux des compagnies aériennes
Chaque année depuis 2015, AirHelp publie un rapport mondial de classement des aéroports et des compagnies aériennes. Les aéroports sont évalués selon la ponctualité (60 %), la qualité du service (20 %) et la restauration & boutiques (20 %), tandis que les compagnies sont notées sur la ponctualité, la qualité du service et le traitement des réclamations, chaque critère ayant un poids égal.
AirHelp utilise ses propres bases de données, des fournisseurs commerciaux et des enquêtes auprès des passagers pour compiler les données de ses rapports. Bloomberg News,  s’est appuyé sur le classement AirHelp Score pour publier des rapports sur les meilleures et les pires compagnies aériennes et aéroports pour les années 2024 et 2025. Les classements d’AirHelp ont également été repris par divers médias, tels que MSN, Yahoo Life et New York Post. En juin 2025, la note d’AirHelp sur Trustpilot s’élève à 4,6 sur 5, ce qui lui vaut la mention « Excellent ».